# Bantureligion

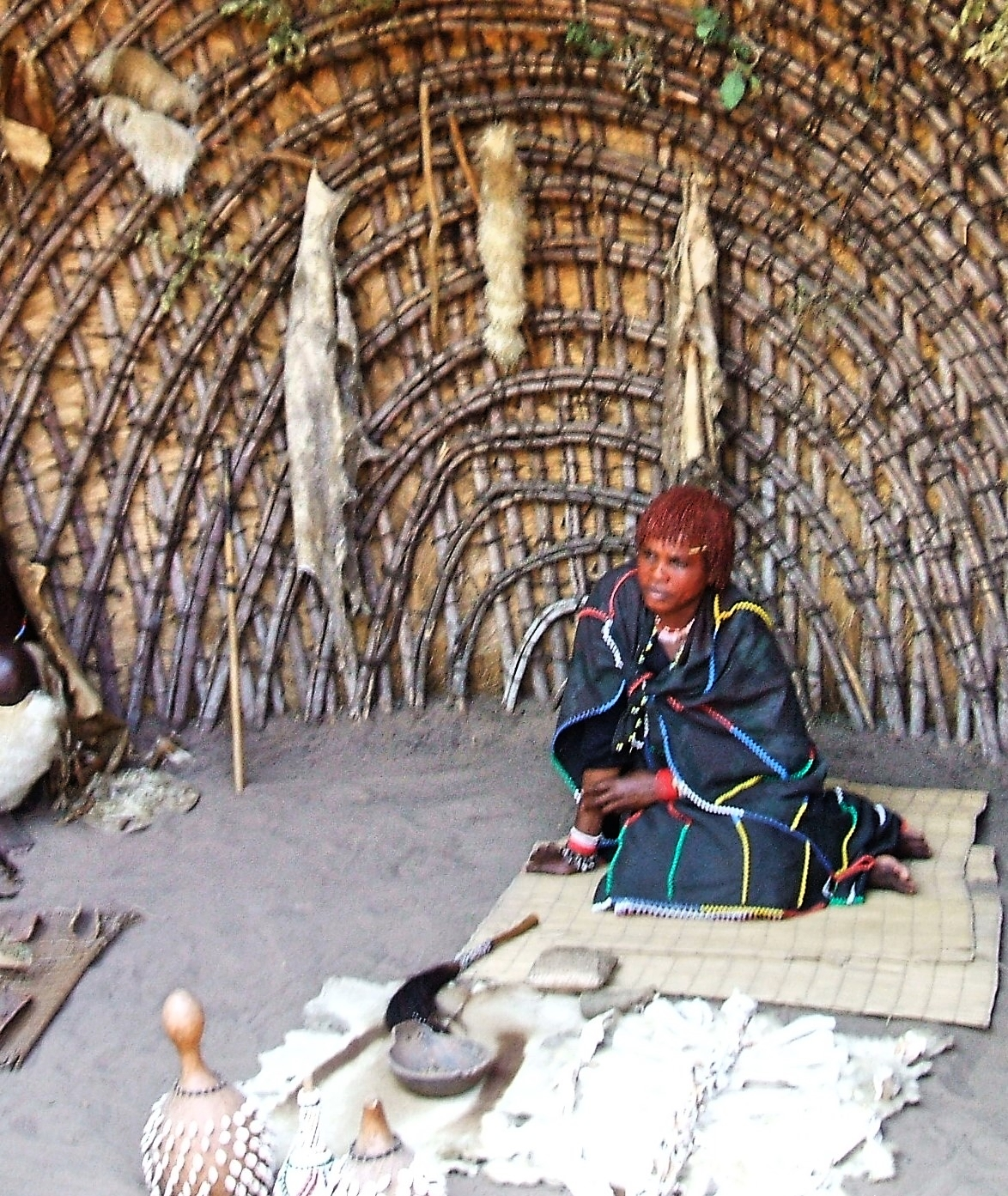
Medicinkvinna inom bantureligionen.

Bantureligion är en term för den traditionella religionen inom bantukulturen i centrala och södra Afrika. Det finns ett hundratal etniska grupper i Afrika som talar bantuspråk, och bantureligionen är i själva verket indelad i många lokala variationer, men de lokala bantureligionerna har många gemensamma ursprungliga grunddrag som är typiska för alla bantutalande grupper, på samma sätt som de olika lokala bantuspråken är besläktade.

## Allmänt
Bantureligion är en kombination av animism och förfädersdyrkan. Förfäderna har makten att både gynna och missgynna människor, och utgör länken mellan människan och det gudomliga. 
Bantureligionen har kallats för monteistisk: de flesta av dess variationer dyrkar en gud, ofta med ett namn i olika variationer av Nyambe.
I själva verket förmodas religionen ursprungligen inte ha varit monoteistisk. De animistiska andarna kan ursprungligen ha dyrkats som gudar. Monoteismen ska ha utvecklats under kontakten med kristendomen och islam, då endast den högste guden i fortsättningen kallades för en gud, medan de övriga gudarna endast kallades för andar.

## Bantureligioner
- Kongoreligionen
- Massajreligionen
- Zulureligionen